# Chitina
Chitina és una concentració de població designada pel cens dels Estats Units a l'estat d'Alaska. Segons el cens del 2000 tenia 123 habitants.

## Demografia
Segons el cens del 2000, Chitina tenia 123 habitants, 52 habitatges, i 30 famílies La densitat de població era de 0,6 habitants/km².
Dels 52 habitatges en un 23,1% hi vivien nens de menys de 18 anys, en un 42,3% hi vivien parelles casades, en un 13,5% dones solteres, i en un 42,3% no eren unitats familiars. En el 36,5% dels habitatges hi vivien persones soles el 9,6% de les quals corresponia a persones de 65 anys o més que vivien soles. El nombre mitjà de persones vivint en cada habitatge era de 2,37 i el nombre mitjà de persones que vivien en cada família era de 3,07.
Per edats la població es repartia de la següent manera: un 29,3% tenia menys de 18 anys, un 7,3% entre 18 i 24, un 23,6% entre 25 i 44, un 30,9% de 45 a 60 i un 8,9% 65 anys o més.
L'edat mediana era de 39 anys. Per cada 100 dones hi havia 86,4 homes. Per cada 100 dones de 18 o més anys hi havia 102,3 homes.
La renda mediana per habitatge era de 26.000 $ i la renda mediana per família de 28.750 $. Els homes tenien una renda mediana de 31.250 $ mentre que les dones 17.500 $. La renda per capita de la població era de 10.835 $. Aproximadament el 3,3% de les famílies i el 12,7% de la població estaven per davall del llindar de pobresa.

## Poblacions més properes
El següent diagrama mostra les poblacions més properes.